# Edno Roberto Cunha
Edno Roberto Cunha (sinh ngày 31 tháng 5 năm 1983) là một cầu thủ bóng đá người Brasil.

## Sự nghiệp câu lạc bộ
Edno Roberto Cunha đã từng chơi cho Cerezo Osaka.

## Thống kê câu lạc bộ

### J.League
| Đội          | Năm       | J.League | J.League | J.League Cup | J.League Cup | Tổng cộng | Tổng cộng |
| Đội          | Năm       | Trận     | Bàn      | Trận         | Bàn          | Trận      | Bàn       |
| ------------ | --------- | -------- | -------- | ------------ | ------------ | --------- | --------- |
| Cerezo Osaka | 2013      | 28       | 5        | 7            | 1            | 35        | 6         |
| Tổng cộng    | Tổng cộng | 28       | 5        | 7            | 1            | 35        | 6         |